# Strongsville
Strongsville és una població dels Estats Units a l'estat d'Ohio. Segons el cens del 2000 tenia 43.858 habitants.

## Demografia
Segons el cens del 2000, Strongsville tenia 43.858 habitants, 16.209 habitatges, i 12.383 famílies. La densitat de població era de 687,2 habitants/km².
Dels 16.209 habitatges en un 35,9% hi vivien nens de menys de 18 anys, en un 67,5% hi vivien parelles casades, en un 6,4% dones solteres, i en un 23,6% no eren unitats familiars. En el 19,9% dels habitatges hi vivien persones soles el 7% de les quals corresponia a persones de 65 anys o més que vivien soles. El nombre mitjà de persones vivint en cada habitatge era de 2,69 i el nombre mitjà de persones que vivien en cada família era de 3,13.
Per edats la població es repartia de la següent manera: un 26,3% tenia menys de 18 anys, un 6,2% entre 18 i 24, un 28,5% entre 25 i 44, un 27,6% de 45 a 60 i un 11,4% 65 anys o més.
L'edat mediana era de 39 anys. Per cada 100 dones de 18 o més anys hi havia 92,3 homes.
La renda mediana per habitatge era de 68.660 $ i la renda mediana per família de 76.964 $. Els homes tenien una renda mediana de 54.988 $ mentre que les dones 33.129 $. La renda per capita de la població era de 29.722 $. Aproximadament l'1,3% de les famílies i el 2,2% de la població estaven per davall del llindar de pobresa.

## Poblacions més properes
El següent diagrama mostra les poblacions més properes.